# 今治市医師会市民病院
今治市医師会市民病院（いまばりしいしかいしみんびょういん）は、愛媛県今治市にある病院、一般社団法人今治市医師会によって運営されている。病院に併設して同じく医師会の運営している今治看護専門学校が設置されている。また、休日･夜間急患センターを設置している。

## 沿革
- 1966年 - 今治市医師会病院として開設される。
- 1976年 - 病院が休診となる。
- 1980年 - 病院内に今治市夜間急患センターを開設する。
- 1987年 - 今治市医師会市民病院として診療を再開する。夜間急患センターを廃止し、市民病院の内部組織として今治市休日･夜間急患センターを新たに開設する。

## 診療科目
- 内科
- 外科
- 放射線科
- 循環器科
- リハビリテーション科

## 交通アクセス
- 鉄道
  - JR予讃線今治駅から徒歩で約25分。
- バス
  - 瀬戸内バス社会保険事務所前下車し徒歩で約5分。

## 周辺
- 日本年金機構今治年金事務所
- 今治市営中央体育館
- 今治市立別宮小学校
- 大新田公園
  - 今治市営球場
  - テニスコート